# Жан Батист Ламарк
Жан Бати́ст П'єр Антуа́н де Моне́ Лама́рк (Jean-Baptiste Pierre Antoine de Monet, Chevalier de Lamarck; *1 серпня 1744 — †18 грудня 1829) — французький зоолог, анатом, натураліст. Він став одним з перших біологів, який  створив цілісну теорію еволюції живого світу. Сучасники не оцінили його теорію, але вже півстоліття потому вона стала предметом палких дискусій, які не припиняються і сьогодні. Важливою працею Ламарка стала «Філософія зоології», яка побачила світ у 1809 році.

## Біографія
Жан Батист П'єр Антуан де Моне, шевальє де Ламарк, народився 1 серпня 1744 року в місті Базантен, у збіднілій шляхетній родині. Батьки вчили його на священослужителя, але у 16 років після смерті батька Ламарк залишив єзуїстський коледж і пішов добровільно до діючої армії. У боях проявив себе як хоробрий воїн, отримав звання офіцера.
У 24 роки Ламарк залишив військову службу та приїхав до міста Париж. У 1772-1776 роках вивчав там медицину у Вищій медичній школі. Паралельно працював клерком у банку. Під час навчання у медичній школі дуже захоплювався природничими науками, особливо ботанікою. Залишити медицину та зайнятись ботанікою Ламарка переконав Жан-Жак Руссо, з яким майбутній вчений познайомився у Парижі. Талановитий та наполегливий Ламарк вже у 1778 році опублікував тритомник «Французька флора» («Flore française», (фр.)). Після цієї події він став одним із найвеличніших ботаніків Франції свого часу. Через п'ять років вчений вже був обраний академіком Паризької академії наук.

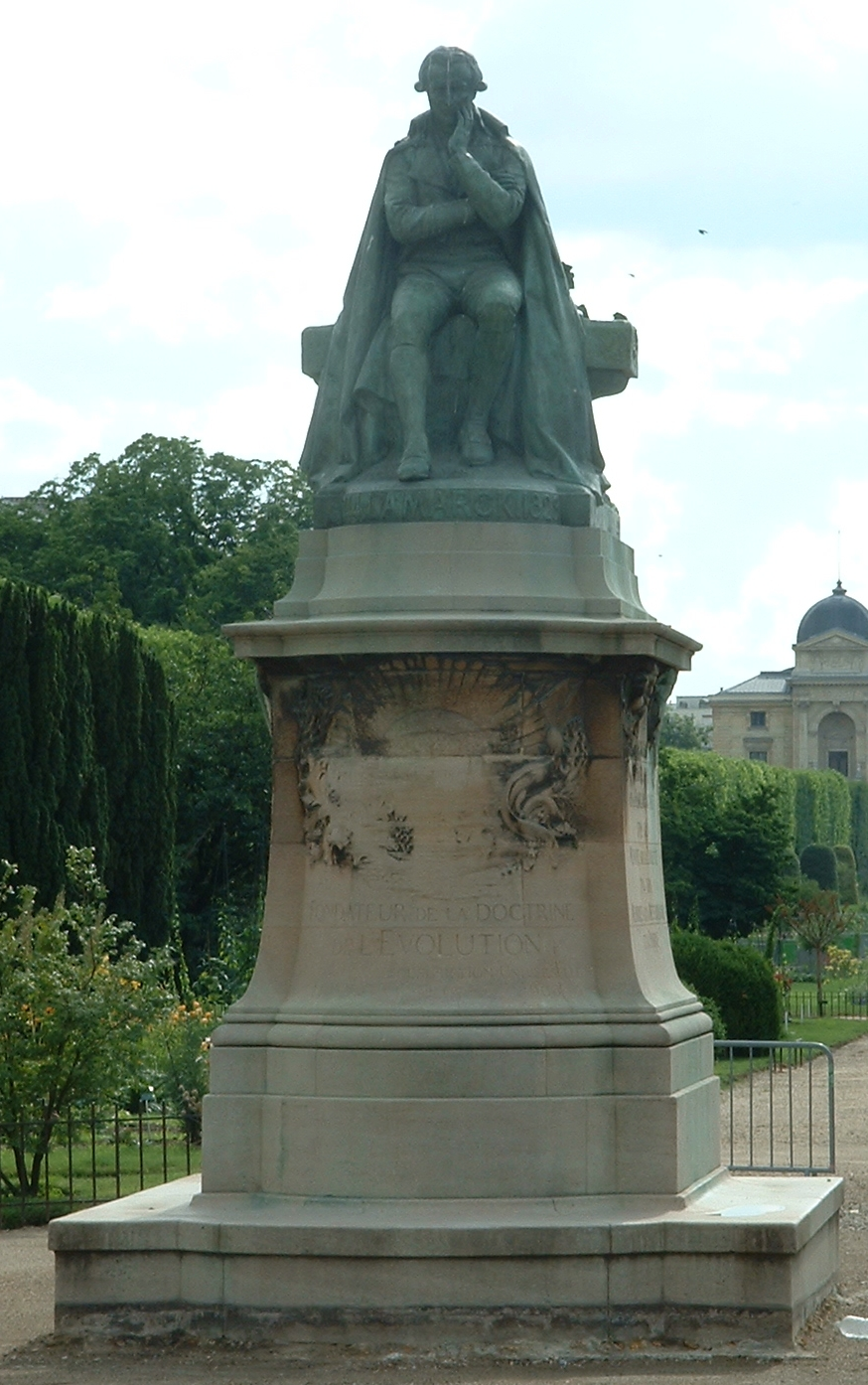
Пам'ятник Ламаркові у Парижі

У 1789—1794 роках у Франції розпочалася Французька революція, яку Ламарк зустрів досить охоче. У 1793 році за пропозицією Ламарка Королівський Ботанічний сад, де він працював, перетворили на Музей природничої історії. Ламарку запропонували залишити ботаніку та очолити кафедру «природної історії комах та червів» - аналог кафедри зоології безхребетних тварин. У 1796 році саме Ламарк увів до наукового вжитку термін «безхребетні».
Із 1815 по 1822 роки виходила семитомна праця Ламарка «Природна історія безхребетних». Там були описані усі відомі на той час роди та види безхребетних. Карл Лінней поділив їх тільки на два класи (черви та комахи), тоді як Ламарк вже запропонував 10 різних класів.
1802 року Ламарк запропонував ще один термін, який ми вживаємо досить широко — «Біологія».
Помер Ламарк у віці 85 років, 18 грудня 1829 року, у бідності. До останнього дня поряд з ним була його дочка, Корнелія, якій він надиктовував свої думки (вчений 1819 року осліп). У 1909 році, до століття «Філософії зоології», у Парижі відкрили пам'ятник Ламаркові. Він сидить у кріслі, старий та незрячий, а його дочка, яка стоїть поруч, говорить: «Нащадки будуть пишатися Вами, тату. Вони помстяться за Вас».
== 

## Філософія зоології
1809 року з'являється іще одна праця Ламарка — «Філософія зоології». У цьому творі вчений сформулював своє бачення еволюції тваринного світу.
Усіх тварин Ламарк поділив на шість рівнів, сходинок (чи «градацій») у залежності від складності їхньої організації. Найвіддаленіші від людини — інфузорії, найближчі — ссавці. Усім тваринам, згідно з цією теорією, притаманний рух від простого до складного, розвиток, переміщення до верхніх сходинок.
У тваринному світі постійно відбувається поступова еволюція. Ламарк дійшов висновку, що біологічних видів у природі насправді не існує, існують лише окремі особини. «Природа не робить стрибків», Ламарк посилався на свій величезний досвід систематика:
| Ліві лапки | Лише той, хто довго та наполегливо займався визначенням видів, звертався до величезних колекцій, може знати, як сильно види зливаються один із одним. Я питаю, який досвідчений зоолог чи ботанік не впевнений у тому, що я тільки що сказав? Підійміться до риб, рептилій, птахів, навіть до ссавців, і ви побачите скрізь, поступовий перехід між сусідніми видами і навіть родами. | Праві лапки |

Чому ж людина не помічає постійне перетворення одних видів на інші? Ламарк відповідав на це питання так: "Припустимо, життя людини триває одну секунду. За цей час жодна людина не побачить руху годинної стрілки годинника. Навіть через декілька десятків поколінь ніхто не помітить, що годинна стрілка рухається. "
Ламарк подарував свою книгу Наполеонові Бонапарту, але той взявся безжалісно критикувати твір, чим довів немолодого вже вченого до сліз. Чарльз Дарвін теж не сприйняв ідею прогресу та пристосування, викладену Ламарком.

## Ламаркізм
Ламаркізм — еволюційна концепція, що ґрунтується на теорії, висунутій на початку XIX століття Жаном Батистом Ламарком в трактаті «Філософія зоології».
В основі вчення Ламарка про еволюцію лежали його різноманітні погляди на хімію, фізику, метеорологію. Так, він писав про первинно-створені Богом матерію як пасивний початок і природу як порядок і енергія для його здійснення; концепцію п'яти елементів, з яких найважливішу роль грає ефір, що у вигляді «тонких флюїдів» циркулює в органічних тілах; постійне мимовільне зародження життя, зокрема його складних форм, з неорганічної і органічної матерії; заперечення вимирання видів; заперечення наявності нервової системи і статевого розмноження у «нижчих тварин» і т. і.[джерело?] У широкому сенсі до ламаркізму відносять різні еволюційні теорії (в основному, що виникли в XIX — першій третині XX століть), в яких як основна рушійна сила еволюції (зміна видів) розглядається внутрішньо властиве організмам прагнення до вдосконалення. Як правило, велике значення в таких теоріях надається і впливу «вправляння» і «невправляння» органів на їх еволюційні долі, оскільки передбачається, що наслідки вправляння або невправляння можуть передаватися спадково.
Теза ламаркізму про успадкування придбаних змін викликала найбільшу кількість суперечок, які продовжуються і до цього дня. У другій половині XX століття ламаркізм був скомпрометований в професійному співтоваристві завдяки тому, що радянський агроном Т. Д. Лисенком, методи якого йшли всупереч з представленнями більшості біологів, дотримувався поглядів, близьких до ламаркізму (так званий «радянський творчий дарвінізм»). Проте, і на початку XXI сторіччя ряд учених продовжує виступати з ламаркістськими концепціями. З найбільш значущих спроб слід зазначити праці австралійського імунолога Теда Стіла, який вважає, що описані ним явища в області трансплантації тканин отримують більш задовільне пояснення з ламаркістських позицій.

### Перший закон Ламарка

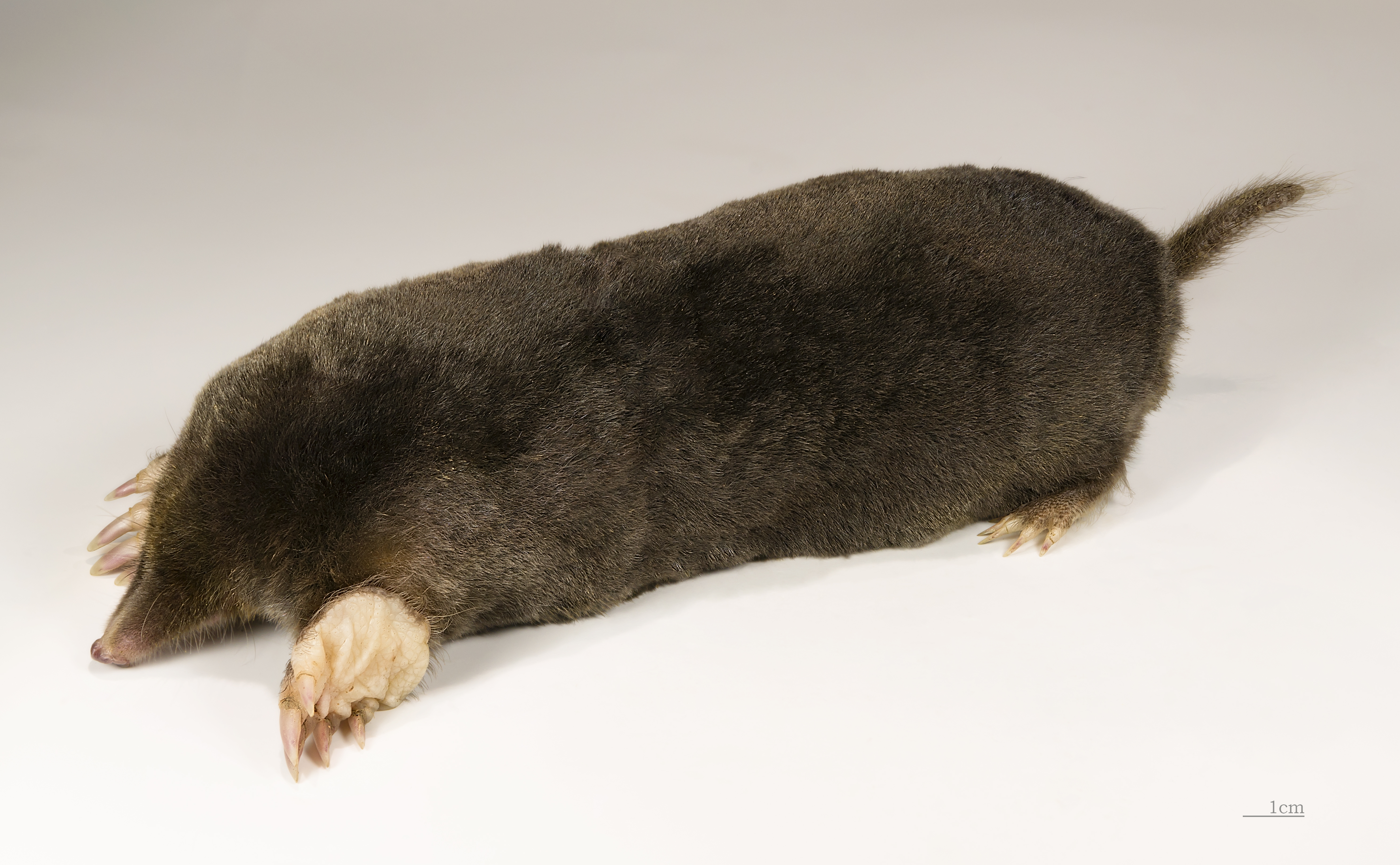
Кріт звичайний

Організми пристосовуються до умов навколишнього середовища. Для пояснення цього вчений сформулював декілька «законів». Перш за все, це закон «Тренування чи не тренування органів». Наприклад: жирафи постійно витягують шию, щоб дотягнутися до листків над головою. Тому їхні шиї стають довшими. Кротові, який мешкає під землею, очі лише заважають, тому вони поступово зникають.
Якщо тварина тренує свій орган, вона його розвиває. Якщо не тренує — орган поступово зникає.

### Другий закон Ламарка

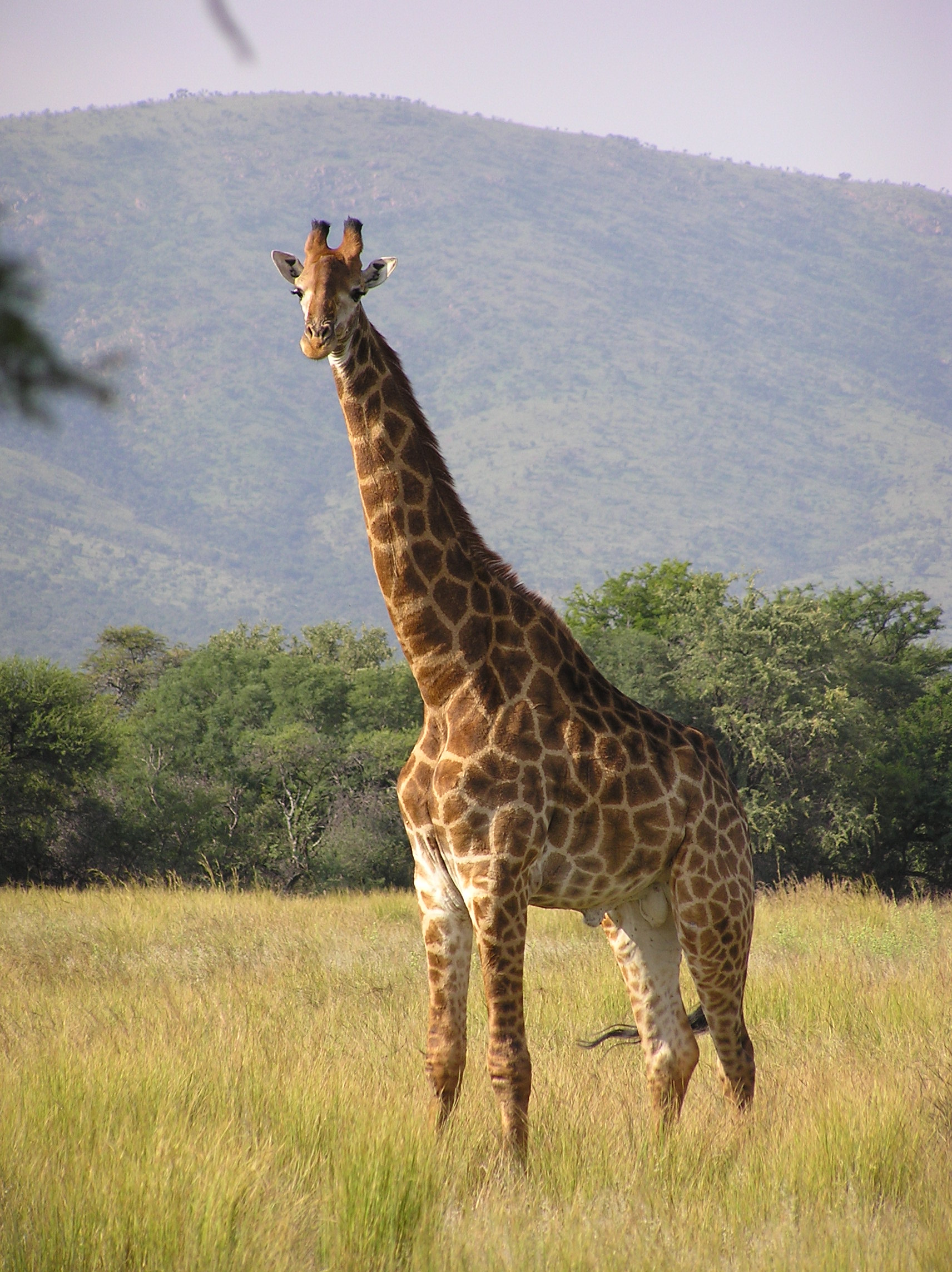
Жирафа

Другий закон Ламарка — це «Закон успадкування набутих ознак». Корисні ознаки, набуті твариною за життя, за Ламарком, передаються нащадкам. Жирафи передали нащадкам довгу шию та довгі ноги, кроти — очі, які не бачать.
Системи штучного інтелекту
У системах моделювання штучного життя, ламаркізм у поєднанні з «генетичною пам'яттю» досить часто застосовується для прискорення еволюції природженої поведінки, для цього вся пам'ять модельованої особини передається її потомству. На відміну від класичної генетичної пам'яті потомству передається пам'ять тільки попереднього покоління. При цьому ламаркізм може поєднуватися з дарвінізмом, який може використовуватися для моделювання інших аспектів моделей організмів.